# De doctrina christiana
De doctrina christiana („Von der christlichen Lehre“) ist ein hermeneutisches Werk von Augustinus von Hippo. Es besteht aus vier Büchern, die beschreiben, wie die Heilige Schrift zu interpretieren und zu lehren sei. Die ersten drei Bücher wurden im Jahr 397 veröffentlicht, das vierte wurde im Jahr 426 hinzugefügt.

## Inhalt
Augustinus unterscheidet grundlegend die res (Singular), die eine Sache, das höchste Gut, den Genuss der Gottheit, von den res (Plural), den vielerlei Dingen und Zeichen (signa), mit denen die Schrift dieses Eine lehrt, da ein unmittelbares, zeichenloses Lehren von Gott durch den Sündenfall unmöglich geworden sei.
Davon ausgehend stellt er drei Regeln für christliche Lehrer und Katecheten auf: 
- die eine Wahrheit in den signa der Schrift zu entdecken
- diese Wahrheit wiederum durch die signa anderen zu vermitteln
- die Wahrheit der signa der Schrift zu verteidigen, wenn sie mit Berufung auf unmittelbare Geisterkenntnis angegriffen wird.